# Diego Noboa

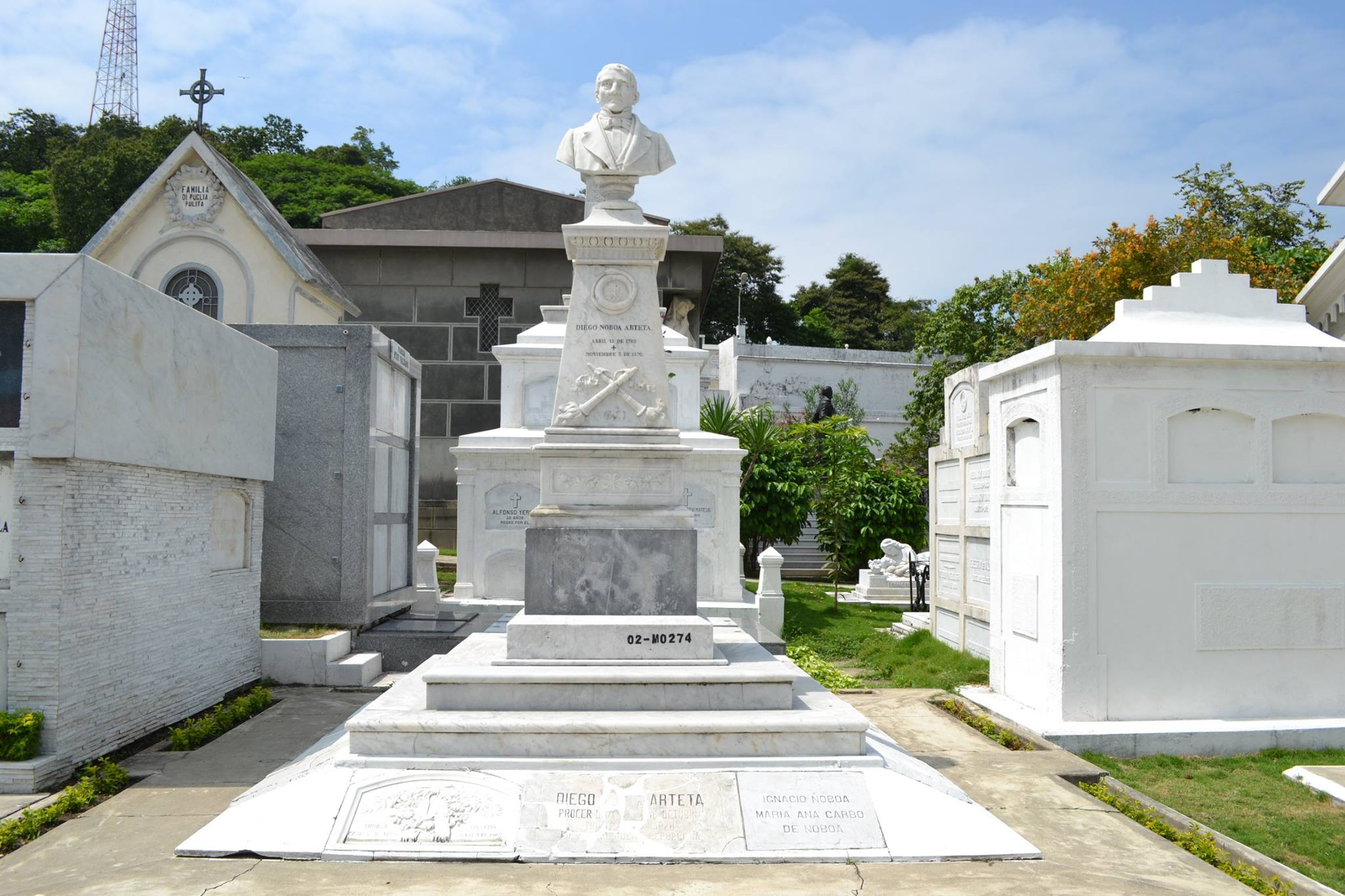
Busto de Diego Noboa en su tumba en el Cementerio General de Guayaquil.

Diego María de Noboa y Arteta (Santiago de Guayaquil, 15 de abril de 1789-Ibidem, 3 de noviembre de 1870) fue un político y terrateniente ecuatoriano que lideró la Revolución Marcista y que derrocó al presidente Juan José Flores, junto con José Joaquín de Olmedo y Vicente Ramón Roca. Ejerció como Presidente del Ecuador desde 1850 hasta su derrocamiento en la Revolución del 17 de julio de 1851.

## Biografía
Hijo de Ramón Ignacio de Noboa y Unzueta y de  Ana de Arteta y Larrabeytia. Realizó todos sus estudios en la ciudad de Quito y los culminó en el Colegio de San Luis donde obtuvo el título de bachiller.
Participó en la Independencia de Guayaquil el 9 de octubre de 1820 y dos años después cuándo Simón Bolívar ordenó la anexión de Guayaquil a la Gran Colombia fue designado Tesorero Departamental. En 1827 fue Intendente del Departamento de Guayaquil.
Instaurada la República del Ecuador en el año 1830, el gobierno del presidente Juan José Flores, ante la necesidad de que la soberanía del nuevo Estado sea reconocida por los países vecinos, en 1831 lo nombró Enviado Extraordinario y Ministro Plenipotenciario en la capital de la República del Perú (Lima), misión en la que pudo conseguir que el Congreso de dicho país reconozca al estado ecuatoriano y firme el Tratado Pando-Noboa, basado en la conveniencia de ambos países.
En 1839 fue elegido Presidente de la Cámara de Senadores del Ecuador.
En 1845 integró el Gobierno Provisorio (de facto) constituido a raíz de la Revolución Marcista que terminó con la dominación floreana en el país. 
En 1848 fue elegido nuevamente Presidente de la Cámara de Senadores del Ecuador.
En 1849 compitió con el general Antonio Elizalde por la presidencia del país, resultando en la no elección de ningún candidato vencedor que sucediere al presidente Vicente Ramón Roca.
El Congreso decidió entregar al Vicepresidente Manuel de Ascázubi el encargo del poder ejecutivo. Sin embargo, una Asamblea popular convocada en la ciudad de Guayaquil por el general José María Urbina (qué ejercía de facto la Jefatura Civil y Militar de Guayaquil) elige a Diego Noboa como Jefe Supremo de la República el 2 de marzo de 1850. El 10 de junio de 1850 Quito lo reconoce como Jefe Supremo al renunciar al poder político Ascázubi. Las provincias de Azuay, Loja y Manabí proclamaron la Jefatura Suprema del general Antonio Elizalde. Un convenio entre los dos gobiernos nacionales de facto produjeron el acuerdo de convocar una asamblea constituyente en la ciudad de Quito.

## Presidencia Constitucional del Ecuador
La asamblea constituyente eligió el 8 de diciembre de 1850 a Diego Noboa presidente interino por 23 votos contra 2 de Antonio Elizalde. El general Antonio Elizalde con sus partidarios en el ejército ecuatoriano provocaron varios enfrentamientos en las provincias de Chimborazo y Cotopaxi siendo derrotados sus partidarios a principio del año 1851. Finalmente la asamblea constituyente promulgó la Quinta Constitución del Ecuador. Sancionada la Constitución, Diego Noboa fue elegido Presidente Constitucional de la República el 26 de febrero de 1851.
Diego Noboa inició su gobierno realizando una purga política en el país, por temor a una revolución: ordenó el destierro del expresidente Vicente Ramón Roca y el general Antonio Elizalde, expulsó del ejército ecuatoriano a los elizaldistas y los reemplazó con militares floreanos caídos en desgracia.Durante su gobierno presidencial se creó la actual provincia de Cotopaxi también cantonizó a Tulcán, en lo económico administró los fondos públicos del Estado con honestidad y claridad.
En este mandato el presidente Diego Noboa pretendió vender las Islas Galápagos a Gran Bretaña como pago a la deuda de la independencia, sin embargo este arreglo nunca se efectuó debido al desinterés de los coidearios de la Reina Victoria y la imposibilidad de generar dicho acuerdo.
El presidente Diego Noboa solicitó a la asamblea constituyente que autorizara la admisión de la Compañía de Jesús. Regresaban al país a los 84 años de haber sido expulsados por el rey Carlos III de España. El presidente de Nueva Granada (actual República de Colombia) José Hilario López temía que los jesuitas admitidos en Ecuador apoyaran a los conservadores colombianos que conspiraban contra su gobierno. Al saber que Noboa había ayudado a dos de esos conspiradores en la ciudad de Pasto, obtuvo el 16 de mayo de 1851 autorización del Congreso Neogranadino para declarar la guerra a Ecuador.En junio de 1851 el Congreso le otorgó al presidente Diego Noboa las facultades extraordinarias por pretexto de la amenaza de guerra.
El general José María Urbina aduciendo que el presidente Diego Noboa había pactado con los floreanos obteniendo para ellos algunos empleos en la administración pública y la posibilidad de vender las Islas Galápagos había comprometido la integridad nacional preparó un golpe de Estado militar valiéndose de su influencia sobre el ejército ecuatoriano. El 17 de julio de 1851 fue proclamado Jefe Supremo de la República por la guarnición de Guayaquil.
Diego Noboa viajaba a la ciudad de Guayaquil y no alcanzó a llegar a la ciudad. Lo apresaron en el barco que había zarpado de la ciudad de Babahoyo y lo llevaron sin más complicaciones a un buque norteamericano que lo depositó en la ciudad de Callao. Cuatro años después regresó del destierro y se instaló en su ciudad natal -lugar donde fallecería- a dedicarse a sus actividades particulares totalmente alejado de la política. 

### Ministros de Estado
| Ministerio                                     | Ministro                 |
| ---------------------------------------------- | ------------------------ |
| Ministerio de Guerra y Marina                  | Vicente Aguirre          |
| Ministerio de Gobierno y Relaciones Exteriores | Rafael Carvajal          |
| Ministerio de Gobierno y Relaciones Exteriores | Luis de Saa              |
| Ministerio de Gobierno y Relaciones Exteriores | Modesto Larrea y Carrión |
| Ministerio de Hacienda                         | José Javier Valdivieso   |

Fuente:

## Sucesión
| Predecesor: José Fernández Salvador                   | Presidente de la Cámara de Senadores del Ecuador 15 de febrero de 1839 - 14 de marzo de 1839                 | Sucesor: Pedro José de Arteta                        |
| Predecesor: Juan José Flores (Presidente del Ecuador) | Triunviro del Ecuador Miembro del Gobierno Provisorio (De facto) 6 de marzo de 1845 – 8 de diciembre de 1845 | Sucesor: Vicente Ramón Roca (Presidente del Ecuador) |
| Predecesor: Antonio Elizalde                          | Presidente de la Cámara de Senadores del Ecuador 14 de septiembre de 1848 - 16 de noviembre de 1848          | Sucesor: José Fernández Salvador                     |
| Predecesor: Manuel de Ascázubi (e)                    | Presidente de la República del Ecuador 10 de junio de 1850 - 17 de julio de 1851                             | Sucesor: José María Urbina y Viteri (De facto)       |